# 乔瓦尼·皮耶路易吉·达·帕莱斯特里纳
乔瓦尼·皮耶路易吉·达·帕莱斯特里纳（義大利語：Giovanni Pierluigi da Palestrina；約1525年—1594年2月2日），為意大利文艺复兴後期的作曲家，也是十六世紀羅馬樂派的代表音樂家。由於帕莱斯特里纳在教會音樂中有很深的造詣，因此稱為「教會音樂之父」，文艺复兴时期最杰出的作曲家之一，其作品是文艺复兴時期複音音樂的經典。

## 生平

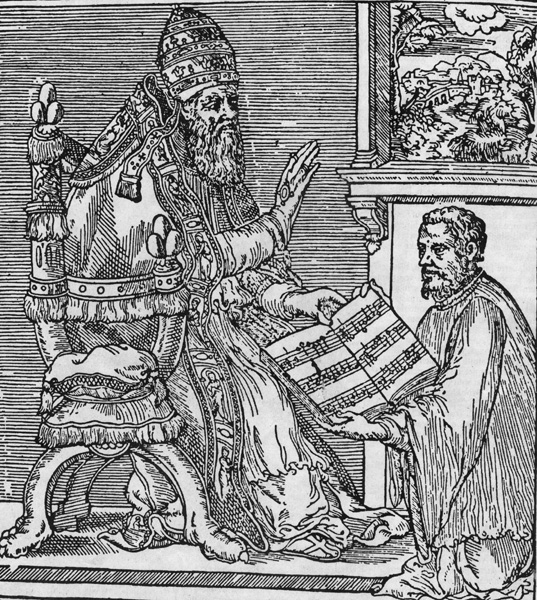
帕莱斯特里纳的第一部出版的弥撒曲集里的版画，描述帕莱斯特里纳向教宗儒略三世进献他的作品。

帕莱斯特里纳于生于罗马附近的的小镇帕莱斯特里纳，当时归属教宗国。当时人们常以杰出人士的生地称呼该人，所以人们也以帕莱斯特里纳称呼他。对于他的准确出生日和早年生活，人们所知不多。他的创作生涯基本上在罗马度过。他在多个教堂任职，其创作曾引起教宗重视。但是后世有很多关于他的传奇故事的真实程度则是有待考证的。
帕莱斯特里纳出道时，意大利深受北欧风格的复调音乐影响，其中最出名的作曲家是纪尧姆·迪费和若斯坎·德普雷。帕莱斯特里纳之前，意大利还没有与他们成就相当的复调作曲家。
帕莱斯特里纳于1537年来到罗马，在圣母大殿唱诗班内当歌手。后因变声，于1544年回到故乡任圣亞加比多大教堂任管风琴师兼声乐教师。他结识了时任当地總主教的德尔蒙特，并来往甚密。1550年德尔蒙特被选为教宗，为教宗儒略三世。1551年，帕莱斯特里纳被任命为罗马圣伯多祿大殿下属的朱利亚合唱团的乐长。1554年，他的的第1部弥撒曲集出版并进献给儒略三世。这是当时第一部由意大利人创作的弥撒曲集，此前的弥撒曲集多出自低地国家如法国，葡萄牙等国。同年由教宗推荐，未经考试就得到当时教会音乐家的最高荣誉——教宗合唱团歌手。
帕莱斯特里纳於1594年因胸膜炎死于罗马。按照当时习俗，他的遗体在其逝世当天就被下葬。他的棺木上铭刻了「Libera me Domine」（上主，請拯救我）。有三个合唱团一起在其葬礼上演唱了圣歌。

## 音乐
帕莱斯特里纳曾创作了大量作品，主要是声乐作品，弥撒曲、经文歌等尤为著名，其中也有許多無伴奏合唱的作品。被确认为他所创作的弥撒曲有105首，另有10首尚有疑问。此外，他还写有375首经文歌、68首奉献经、约80首赞美诗、35首圣母颂歌、约50首的意大利语宗教性牧歌以及耶利米哀歌和连祷等。 
他最著名的作品《教宗才祿弥撒》，曾被后人认为是为了劝说教会放弃对复调音乐的限制而作的。帕莱斯特里纳的创作对天主教教堂音乐的发展有很重要的作用，也是文艺复兴时期复调音乐的代表人物之一。
由帕莱斯特里纳的弥撒曲可以看出他不同時間作品風格的演變。巴哈特別喜歡他的Missa sine nomine，在編寫B小調彌撒曲時研究了這首弥撒曲。大部份帕莱斯特里纳的弥撒曲都是在1554年到1601年出版的十三本作品集中，最後的七本是在帕莱斯特里纳死後才出版。
帕莱斯特里纳的作品《教宗才祿弥撒》曾被錯誤的認為和特倫托會議有關，此說法也是普菲茨納創作歌劇《帕萊斯特里納》的基礎。依此說法，編寫《教宗才祿弥撒》是為了遊說特倫托會議放弃聖樂中复调音乐的限制。不過近期的研究發現該弥撒曲的作曲時間是在討論复调音乐的禁令之前（至少十年之前）。歷史資料也指出特倫托會議沒有禁止任何教會音樂，也沒有針對教會音樂訂定任何規定或正式文件。這些故事起源自特倫托會議參與者的個人看法，不代表特倫托會議的官方意見。不過過了幾世紀，這些傳聞被誤認為是事實，編寫成書。帕莱斯特里纳創作此弥撒曲的原因不明，不過因為找不到類似的禁令，其創作也看不出和反宗教改革有關。帕莱斯特里纳的風格從1560年代一直到他逝世都保持一致。
帕莱斯特里纳音樂的特點是不和諧的部份多半會限制在一小節中的弱拍。因此產生了更流暢的复调音乐，現在認為這是文藝復興後期音樂的風格，因此將帕莱斯特里纳（和奧蘭多·德·拉絮斯）譽為在若斯坎·德普雷之後，歐洲頂級的作曲家。「帕莱斯特里纳風格」視為是文藝復興時期对位法的基礎，大部份是歸功於18世紀作曲家及音樂理論家約翰·約瑟夫·富克斯，在他的《藝術津梁》中將帕莱斯特里纳的技巧編寫為學生作曲的工具。
很多有關帕莱斯特里纳的研究是在十九世紀由Giuseppe Baini所提出，他1828年提出一篇專題論文，使得帕莱斯特里纳再度出名，而且更加強了在特倫托會議改革過程中拯救教會音樂的說法。十九世紀傾向的英雄崇拜出現在此論文中，在普菲茨納創作歌劇《帕萊斯特里納》時達到高峰，而且此論點還一直延續到今日。

## 后世影响
德国后浪漫主义作曲家普菲茨纳曾根据帕莱斯特里纳的事迹创作其最著名的歌剧《帕莱斯特里纳》。
音樂評論家唐納德·托維評論贝多芬的庄严弥撒與傳統復調樂曲之間的聯繫：
|  | 就是巴赫和亨德尔也很少有这样的空间和音效的感觉。贝多芬的前人，几无能如此贴近帕莱斯特里纳，发现其部分失传秘密者。 |

## 影片
2009年德國的ZDF/Arte曾製作一部有關帕莱斯特里纳的影片《Palestrina - Prince of Music》，導演是Georg Brintrup。